# Nesoryzomys narboroughi
Nesoryzomys narboroughi és una espècie de mamífer rosegador de la família dels cricètids. És endèmic de les illes Galápagos (Equador), on viu a altituds de fins a 1.300 msnm. Es tracta d'un animal nocturn. Viu tant a les planes com als altiplans. Està amenaçat per la introducció d'espècies exòtiques, com ara la rata negra i el ratolí domèstic, a l'arxipèlag.